# Onthophagus madoqua
Onthophagus madoqua là một loài bọ cánh cứng trong họ Bọ hung (Scarabaeidae).